# Rakiura nationalpark
Rakiura nationalpark är en nationalpark på Stewart Island i Nya Zeeland. Parken inrättades år 2002 och omfattar en yta på 1 570 kvadratkilometer, vilket är ungefär 85 procent av hela Stewart Island.
Naturen i parken består av skog, låga berg, våtmarker, floder och kustområden. Flera för Nya Zeeland endemiska träd som rimu, kahikatea och totara växer i parkens skogar. Även fågelfaunan innehåller flera endemiska arter, som kiwi (Apteryx australis), kereru, korimako, weka (Gallirallus australis) och kaka. 
Stewart Island var också länge ett av de sista fästena för den mycket sällsynta och starkt utrotningshotade kakapon. När även denna ö till slut blev invaderad av införda predatorer som råttor och katter infångades och flyttades alla kvarvarande fåglar man kunde hitta till andra, mindre och fortfarande rovdjursfria öar. Sammanlagt räddades 61 fåglar från Stewart Island under åren 1980 till 1992. Så sent som år 1997 upptäcktes ytterligare en hona på ön. Det finns dock inga säkra uppgifter om att arten skulle finnas kvar i nationalparken idag.